# 新竹縣竹北市十興國民小學
24°49′27″N 121°01′27″E / 24.824167°N 121.024167°E
新竹縣竹北市十興國民小學，簡稱十興國小，位於台灣新竹縣竹北市二期重劃區莊敬北路與莊敬三路、勝利二路與勝利五路之間，成立於2005年8月1日。

## 歷任校長
1. 曾玟球，任職四年。（2005年—2009年）
2. 范棋崴，任職五年。（2009年—2014年）
3. 張奕財，任職五年。（2015年—2019年）
4. 徐發斌，（2019—至今）

## 外部連結
- 官方网站